# Rob Halford
Rob Halford, właściwie Robert John Arthur Halford (ur. 25 sierpnia 1951 w Sutton Coldfield) – brytyjski muzyk, wokalista zespołu muzycznego Judas Priest. W 1992 opuścił zespół i angażował się w różne projekty – 2wo, Fight oraz zespół sygnowany własnym nazwiskiem – Halford, w którym współpracował z gitarzystami: Mikiem Chlasciakiem, Royem Z i perkusistą Bobbym Jarzombkiem. W 2003 wrócił do Judas Priest. Rob Halford brał udział w trzech koncertach Black Sabbath w 1992 roku i 2004 roku, zastępując w trybie awaryjnym Ozzy’ego Osbourne’a i Ronniego Jamesa Dio.
W 1998 roku w wywiadzie z MTV ujawnił, że jest gejem. Obecnie mieszka w Phoenix w stanie Arizona (USA). W 2006 roku wokalista został sklasyfikowany na 2. miejscu listy 100 najlepszych wokalistów wszech czasów według Hit Parader, z kolei w 2009 roku został sklasyfikowany na 15. miejscu listy 50 najlepszych heavymetalowych frontmanów wszech czasów według Roadrunner Records.

## Dyskografia
Single
| Tytuł                                                        | Rok  | Pozycja na liście | Pozycja na liście | Album                                                             |
| Tytuł                                                        | Rok  | USA Main. Rock    | USA Hot Rock      | Album                                                             |
| ------------------------------------------------------------ | ---- | ----------------- | ----------------- | ----------------------------------------------------------------- |
| „Lift Me Up” (Five Finger Death Punch featuring Rob Halford) | 2013 | 1                 | 19                | The Wrong Side of Heaven and the Righteous Side of Hell, Volume 1 |

Inne
| Album                                                                                       | Rok  | Uwagi                                            | Źródło |
| ------------------------------------------------------------------------------------------- | ---- | ------------------------------------------------ | ------ |
| Hear ’n Aid – Hear ’n Aid (An All-Star Album For Famine Relief)                             | 1986 | śpiew w utworze „Stars”                          | [ 7 ]  |
| Ugly Kid Joe – America’s Least Wanted                                                       | 1992 | gościnnie śpiew w utworze „Goddamn Devil”        | [ 8 ]  |
| Skid Row – B-Side Ourselves                                                                 | 1992 | gościnnie śpiew w utworze „Delivering The Goods” | [ 9 ]  |
| Nativity In Black – A Tribute To Black Sabbath                                              | 1994 | śpiew w utworze „The Wizard”                     | [ 10 ] |
| Five Finger Death Punch – The Wrong Side of Heaven and the Righteous Side of Hell, Volume 1 | 2013 | gościnnie śpiew w utworze „Lift Me Up”           | [ 11 ] |

## Filmografia

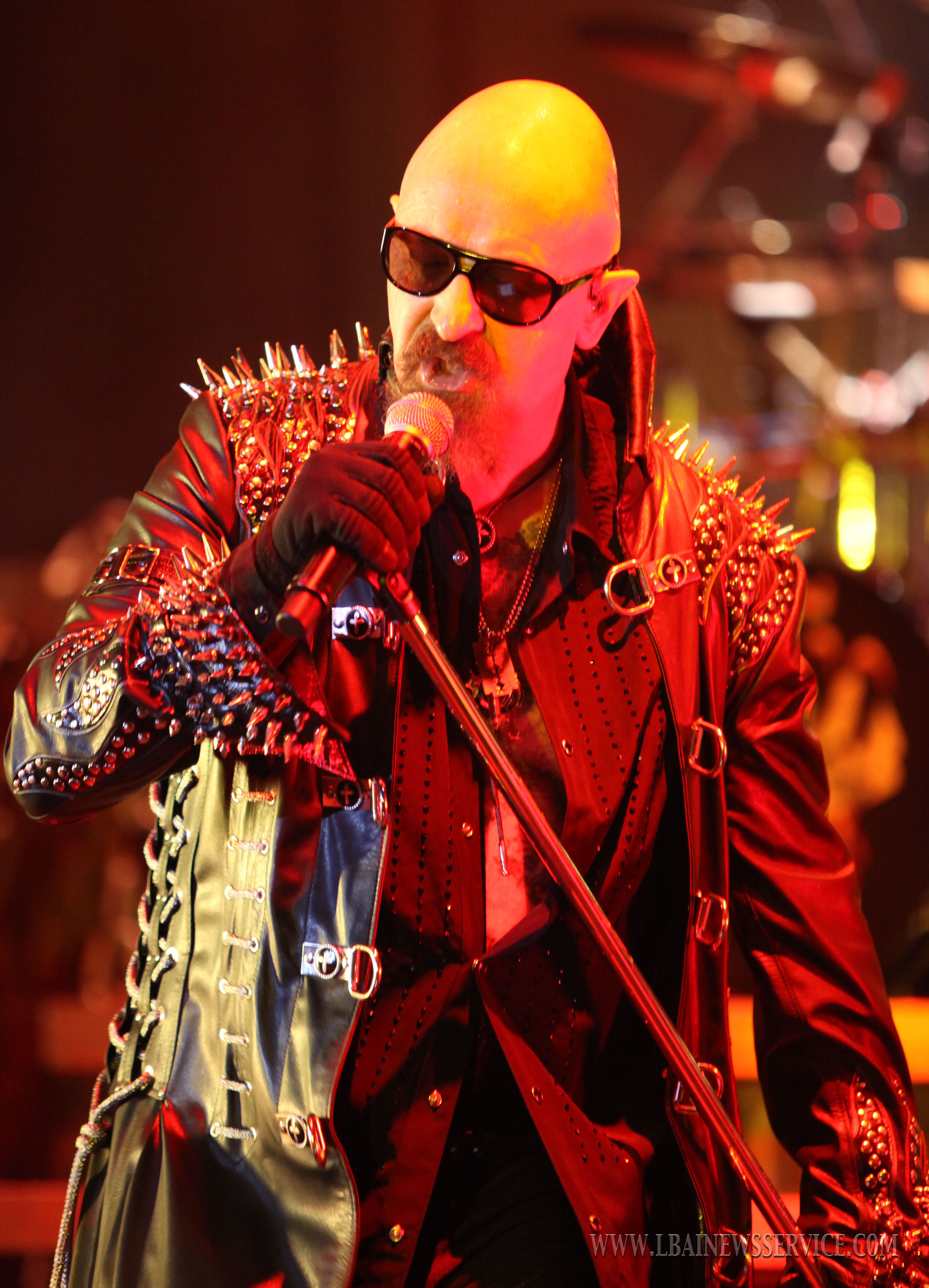
Rob Halford (2014)

| Tytuł                                                            | Rok  | Rola        | Uwagi                                          | Źródło |
| ---------------------------------------------------------------- | ---- | ----------- | ---------------------------------------------- | ------ |
| „Dream Deceivers: The Story Behind James Vance vs. Judas Priest” | 1992 | jako on sam | film dokumentalny, reżyseria: David Van Taylor | [ 12 ] |
| „Metallimania”                                                   | 1997 | jako on sam | film dokumentalny, reżyseria: Marc Paschke     | [ 13 ] |
| „Heavy Metal: Louder Than Life”                                  | 2006 | jako on sam | film dokumentalny, reżyseria: Dick Carruthers  | [ 14 ] |
| „Heavy Metal Britannia”                                          | 2010 | jako on sam | film dokumentalny, reżyseria: Chris Rodley     | [ 15 ] |

## Gry wideo
| Tytuł         | Rok  | Rola                   | Uwagi                                                            | Źródło |
| ------------- | ---- | ---------------------- | ---------------------------------------------------------------- | ------ |
| Brütal Legend | 2009 | jako Lionwhyte / Baron | rola dubbingowana, RTS, Double Fine Productions, Electronic Arts | [ 16 ] |

## Nagrody i wyróżnienia
| Rok  | Kategoria        | Tytułem     | Nagroda                     | Nota | Źródło |
| ---- | ---------------- | ----------- | --------------------------- | ---- | ------ |
| 2010 | Golden God Award | Rob Halford | Revolver Golden Gods Awards | Laur | [ 17 ] |